# Aysha fortis
Aysha fortis là một loài nhện trong họ Anyphaenidae.
Loài này thuộc chi Aysha. Aysha fortis được Eugen von Keyserling miêu tả năm 1891.